# فرودگاه نوک
فرودگاه نوک (به انگلیسی: Nuuk Airport) (به زبان بومی: Mittarfik Nuuk) یک فرودگاه همگانی مسافربری با کد یاتا GOH است که یک باند فرود آسفالت دارد و طول باند آن ۹۵۰ متر است. این فرودگاه در شهر نوک (گرینلند) کشور گرینلند قرار دارد .

## شرکت‌های هواپیمایی و مقصدهای پروازی

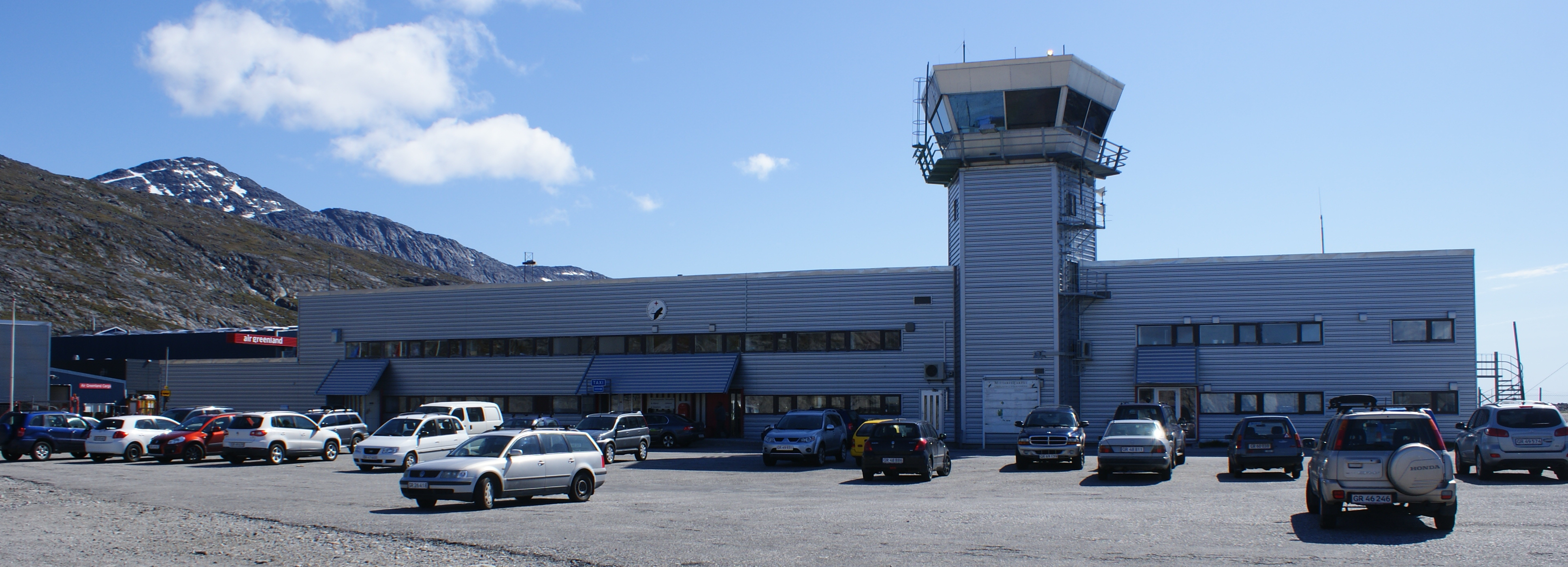
ترمینال فرودگاه

| شرکت‌های هواپیمایی | مقصدهای پروازی |
| ----------------- | --- |
| ایر گرین‌لند       | آسیات، ایلولیست، کانگرلوسواک، کولوسوک، مانیتسوک، نارسارسواک، نرلریت اینات، پامیتو، کاآناگ، سیسیمیوت فصلی: کفلاویک |
| ایر ایسلند کانکت  | ریکیاویک |
| ایر نوناووت       | چارتر: ایکالیوت                                                                                                   |